# Cuaró
Cuaró ist eine Ortschaft im Norden Uruguays. 

## Geographie
Sie liegt auf dem Gebiet des Departamento Artigas in dessen Sektor 2 südöstlich von Paso Farías und südwestlich von Javier de Viana sowie der Departamento-Hauptstadt Artigas. In südöstlicher Richtung befindet sich Paso Campamento. Rund vier Kilometer südlich fließt der Arroyo Cuaró Grande, dessen Nebenfluss Arroyo Cuaró Chico nördlich der Ortschaft die durch diese führende Eisenbahnlinie unterquert.

## Infrastruktur
Durch Cuaró führt eine Eisenbahnlinie über die der Ort an die Departamento-Hauptstadt angeschlossen ist.

## Einwohner
Cuaró hat 113 Einwohner, davon 55 Männer und 58 Frauen (Stand: 2011).
| Jahr | Einwohner |
| ---- | --------- |
| 1963 | -         |
| 1975 | -         |
| 1985 | -         |
| 1996 | 114       |
| 2004 | 116       |
| 2011 | 113       |

Quelle: Instituto Nacional de Estadística de Uruguay

### Söhne und Töchter des Ortes
- Baltasar Brum (1883–1933), Politiker, 23. Präsident Uruguays